# فهرست گروه‌های حقوق جانوران
این فهرست گروه‌های حقوق جانوران (به انگلیسی: Animal rights groups)، گروه‌هایی در جنبش حقوق جانوران را دربر می‌گیرد. چنین گروه‌های حقوق حیوانات در راستای آرمان‌های خود تلاش می‌کنند، که شامل این دیدگاه است که جانوران باید حقوقی برابر با انسان داشته باشند، مانند عدم استفاده از آنها در صنایع تحقیقاتی، غذایی، پوشاک و سرگرمی، و به دنبال پایان دادن به وضعیت جانوران به عنوان دارایی هستند. (به آسازیستی جانوران نگاه کنید)
این فهرست فقط شامل گروه‌ها، سازمان‌ها و شبکه‌های مقاومت بدون رهبر است که مقاله‌های در ویکی‌پدیا دارند.

## سازمان‌ها

### تمرکز بر آزمایش روی جانوران
- انجمن ضد تشنج آمریکا (AAVS)
- آمریکایی‌ها برای پیشرفت پزشکی
- Animal Defenders International (همچنین به انجمن ملی ضد تشنج نگاه کنید)
- بنیاد دکتر هادون تراست
- ائتلاف ضد تشنج (AVC)
- مرکز آزمایش‌های جایگزین برای جانوران (CAAT)
- اتحادیه بریتانیایی الغای زنده‌شکافی
- پروژه میمون بزرگ
- ایرانیان مخالف آزمایش روی حیوانات (IAVA)
- انجمن ملی ضد تشنج (NAVS)
- انجمن ضد تشنج نیوانگلند (NEAVS)
- کمیته پزشکان برای پزشکی مسئول (PCRM)
- پروژه آزادی نخستی‌ها
- دفاع از جانوران کوه راکی
- صحبت

### تمرکز بر ورزش‌های خونین
- CAS International
- انجمن خرابکاران شکار (HSA)
- باشگاه علیه ورزش خشن

### تمرکز بر جانوران پرورشی
- شفقت در کشاورزی جهانی
- پناهگاه مزرعه
- L214
- شفقت برای جانوران
- نگرانی‌های متحد ماکیان (UPC)
- ائتلاف آگاهی‌دهی به کشاورزی

### تمرکز بر تخصص‌گرایی
- اخلاق جانوری

### گروه‌های گیاه‌خوار
- آزادی پیش از میلاد
- گسترش وگان
- انجمن وگان
- انجمن گیاه‌خواران
- صدای بین‌المللی گیاهخواران برای جانوران (Viva!)
- کمپین پذیرایی سبزیجات

### جانوران وحشی
- اخلاق جانوری
- ابتکار جانوران وحشی

### متا
- ارزیابان خیریه جانوری

## شبکه‌های مقاومت بدون رهبر
- جبهه آزادی‌بخش جانوران (ALF)
- شبه نظامیان حقوق جانوران (ARM)
- اقدام مستقیم در همه جا (DxE)
- وزارت دادگستری (JD)
- جبهه آزادی خرچنگ (LLF)
- جوخه آتش‌سوزی آکسفورد
- سلول‌های انقلابی - تیپ آزادی‌بخش جانوران (RCALB)
- شبکه حقوق جانوران غربی (WARN)

### گروه‌های پشتیبان
- ارکانجل
- گروه حامیان جبهه آزادی‌بخش جانوران (ALFSG انگلستان)
- دفتر مطبوعاتی آزادی جانوران
- گاز گرفتن
- شبکه حمایت از زندانیان آزادی زمین (ELPSN)